# Alec Musser
Alexander Barrett „Alec“ Musser (* 11. April 1973 in New York City, New York; † 12. Januar 2024 in Del Mar, Kalifornien) war ein US-amerikanischer Schauspieler und Model.

## Leben
Musser war der Sohn von Louise Siegel und Peter Miller Musser.
Er hatte einen älteren Bruder namens John. Die Brüder wuchsen an der US-amerikanischen Ostküste in Tenafly, New Jersey, auf und besuchten in der Kindheit die Bede School. Die Familie besuchte auch regelmäßig ihre Familie in Aspen im US-Bundesstaat Colorado. Der Vater nahm sich das Leben als die Brüder noch Jugendliche waren, was bei Musser einen bleibenden Eindruck hinterließ.
Später besuchte er die Westminster School in Connecticut, wo er seine High-School-Zeit verbrachte. Im Anschluss studierte er Englisch an der Universität von San Diego und machte seinen Abschluss schließlich am Connecticut College.
Musser nahm sich laut Angaben des Büros des San Diego County Medical Examiner durch das Beibringen einer Schussverletzung das Leben; vor seinem Tod litt er an den Folgen von COVID-19 und hatte mit Depressionen zu kämpfen. Er wurde von seiner Mutter, seinem Bruder und seiner Lebensgefährtin Paige Press, die seinen Leichnam fand, überlebt. Musser wurde 50 Jahre alt.

## Karriere
Nach dem College zog Musser nach Kalifornien und arbeitete 1997 und 1998 als Aufseher im Skigebiet von Mammoth Mountain und später als Rettungsschwimmer. Er wurde von einem Casting-Agenten angesprochen, der dessen Fotos an Bruce Weber schickte, der eine neue Abercrombie & Fitch-Kampagne entwarf. Musser arbeitete bald darauf in Miami und war auf Einkaufstaschen und Plakatwänden von Abercrombie & Fitch zu sehen.
Musser wurde bei Silver Model Management in New York City unter Vertrag genommen. Als Model bereiste der begeisterte Sportler und Triathlet die Welt und arbeitete in Paris, auf Hawaii und Ländern wie Griechenland, Südafrika und Australien. Es folgten unter anderem Aufträge von Gianfranco Ferré, GQ, Cosmopolitan, Men’s Health, Men’s Workout, Speedo, RIPS Underwear, Sanuk Sandals, Pro-Form Ab Glider und Target.
Im August 2005 wirkte Musser in der zweiten Staffel des Reality-TV-Formats I Wanna Be a Soap Star mit und gewann eine Rolle in der Seifenoper All My Children. Dort übernahm er die Rolle des Del Henry von Winsor Harmon, der die Serie 1995 verlassen hatte. Ursprünglich war der Vertrag auf 13 Wochen ausgelegt, aber die Drehbuchautorin Megan McTavish erweiterte seine Rolle und seinen Vertrag aufgrund seines Zuspruchs beim Publikum – am Ende war er in 43 Folgen der Fernsehserie zu sehen.
Bis 2008 stand er unter Vertrag von Nous Model Management in Los Angeles. 2010 war er in einer Nebenrolle im Film Kindsköpfe an der Seite von Adam Sandler und Salma Hayek zu sehen und im Jahr 2012 spielte er einen Masseur in der Fernsehserie Desperate Housewives.
Zuletzt war er Co-Produzent des Films Best Summer Ever aus dem Jahr 2020.

## Filmografie (Auswahl)
- 2005: I Wanna Be a Soap Star
- 2005: SoapTalk
- 2007: I Wanna Be a Soap Star
- 2009: TeenNick Halo Awards
- 2005–2007: All My Children (Fernsehserie)
- 2009: Road to the Altar
- 2009: Rita rockt (Fernsehserie)
- 2010: Kindsköpfe
- 2010: The Phantom Executioner (Kurzfilm)
- 2011: Desperate Housewives (Fernsehserie)